# Super-twisted nematic

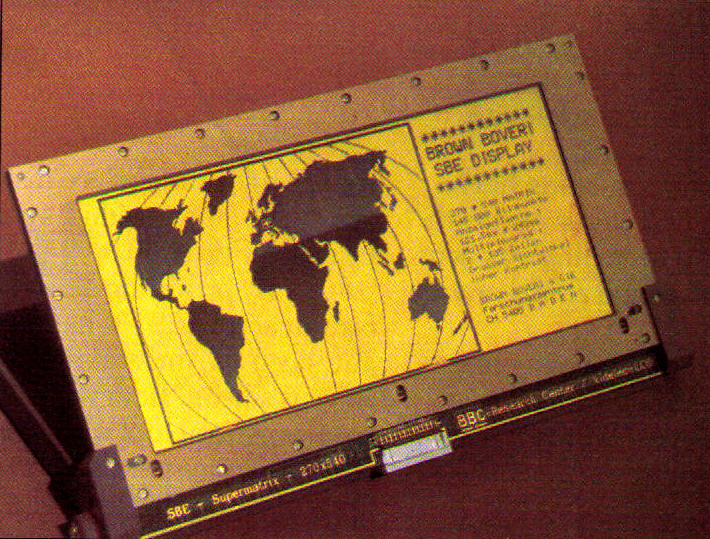
Pioners de la pantalla LCD de matriu passiva STN, Brown Boveri, Suïssa, 1984

Una pantalla super-twisted nematic (STN) és un tipus de Pantalla de cristall líquid (LCD) monocrom de matriu passiva. Aquest nou tipus de LCD va ser inventat al Brown Boveri Research Center, Baden, Suïssa, el 1983. Durant anys es va buscar un millor esquema de multiplexació. Una pantalla LCD twisted nematic (TN) amb l'estructura de les seves molècules girades uns 90 graus té unes característiques de contrast davant de voltatge inadequades per a un adreçament per matriu passiva ja que no hi ha tensió de llindar diferent. Les pantalles STN, amb les molècules girades 180-270 graus, tenen característiques superiors. El principal avantatge de STN LCD és el seu llindar d'electro-òptica més pronunciat, cosa que permet adreçament per matriu passiva amb moltes més línies i columnes. El primer prototip d'una pantalla de matriu STN amb 540x270 píxels va ser creat per Brown Boveri (actualment ABB ) el 1984, que va ser considerat un gran avenç per a la indústria.
Les pantalles STN LCDs requereixen menys energia i són més barates de fabricar que les TFT LCDs, un altre tipus popular de LCD que ha substituït majoritàriament STN en la majoria de dispositius portàtils. Les pantalles STN pateixen típicament menys qualitat d'imatge i un temps de resposta més lent que les pantalles TFT. No obstant això, els STN LCD poden fer-se purament reflexiu per veure sota la llum solar directa. Pantalles STN sutilitzen en alguns telèfons mòbils de baix cost i les pantalles dinformació dalguns productes digitals. A principis de la dècada de 1990, havien estat utilitzades en alguns ordinadors portàtils, com els Amstrad PPC 512 i 640.

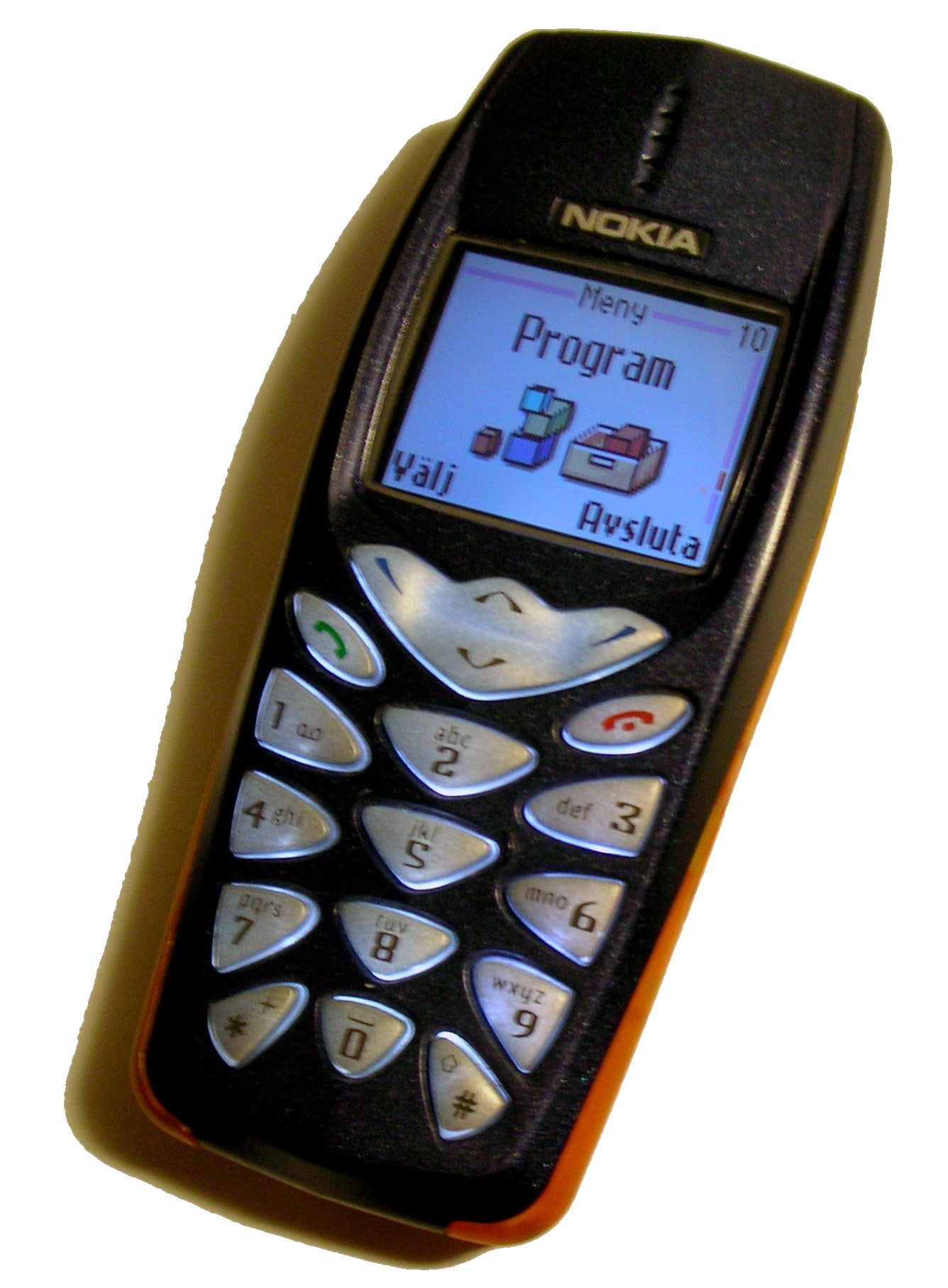
CSTN de 12 bits en un telèfon Nokia 3510i

CSTN representa color super-twist nematic, una pantalla de cristall líquid de matriu passiva en color per a les pantalles de visualització electrònica, originalment desenvolupat per Sharp Electronics. CSTN utilitza filtres vermell, verd i blau per visualitzar el color. Les pantalles CSTN originals desenvolupats a la dècada de 1990 patien de temps de resposta lents i efecte fantasma (on el text o els canvis gràfics eren borroses pel fet que els píxels no es poden apagar i encendre prou rapidesa). No obstant això, recents avenços en la tecnologia han fet a CSTN una alternativa viable a les pantalles de matriu activa. Les noves pantalles CSTN ofereixen temps de resposta de 100 mil·lisegons (en comparació les pantalles TFT LCD ofereixen 8ms o menys), un angle de visió de 140 graus i color d'alta qualitat que rivalitza amb pantalles TFT; tot a la meitat del cost. Però els avenços també van arribar a TFT que va acabar relegant-la del mercat a dispositius de baix cost. Una nova tecnologia de matriu passiva anomenada High-Performance Addressing (HPA) ofereix encara millors temps de resposta i contrast que CSTN.

## Altres pantalles STN
- DSTN pot referir-se a:
  - Double layer STN – Una tecnologia anterior de matriu passiva LCD que utilitza una capa de compensació addicional per proporcionar una imatge més nítida.
  - Dual Scan STN – La pantalla es divideix en dues meitats, i cada meitat s'escaneja simultàniament, duplicant així el nombre de línies refrescades per segon i proporcionant una aparença més nítida. DSTN va ser àmpliament utilitzat en els primers portàtils. Veure STN i LCD.
- FRSTN – Fast Response STN
- FSTN – Film compensated STN, Formulated STN o Filtered STN. Una tecnologia LCD de matriu passiva que utilitza un film de capa de compensació entre la pantalla STN i el polaritzador del darrere per afegir nitidesa i contrast afegit. Va ser utilitzat als ordinadors portàtils abans que el mètode DSTN es fes popular i molts telèfons mòbils a principis del segle 21.
- FFSTN – Double film super-twist nematic
- MSTN – Monochrome super-twist nematic
- CCSTN – Color Coded Super Twist Nematic. Una pantalla LCD capaç de mostrar una gamma limitada de colors, utilitzat en alguns organitzadors digitals i calculadores gràfiques a la dècada de 1990